# Challenger 2
Il Challenger 2, abbreviazione della dicitura completa FV 4034 Challenger 2, è il carro armato da combattimento attualmente in dotazione all'Esercito britannico ed è una diretta evoluzione del precedente Challenger 1. Questo mezzo è stato concepito come iniziativa privata dalla Vickers alla ricerca di un mezzo simile al diretto predecessore, con componenti in comune, come il propulsore, ma alcuni apparati più avanzati, in modo da poter sostituire gradualmente i Chieftain, affiancando i Challenger 1.
Il contratto iniziale, del 1991, prevedeva 127 esemplari e 13 mezzi per l'addestramento. Lo scafo e il gruppo motopropulsore sono praticamente identici a quelli del Challenger 1, mentre la trasmissione e le sospensioni idropneumatiche sono state migliorate, insieme ad altre componenti tra cui le ruote motrici. Completamente ridisegnata risulta la torretta, con una corazzatura Chobham di seconda generazione, con caratteristiche avanzate.
Il cannone è il 120 mm rigato L30 Charm 1 che spara anche i nuovi proiettili APFSDS-T Charm 3 KE, con penetratore in uranio impoverito. Decisamente migliori risultano i sistemi per la condotta del tiro, con l'adozione di un computer per la gestione della missione, con un mirino telescopico rotante per 360° sul cielo della cupola, abbinato a un telemetro laser, utilizzabile sia dal capocarro che dal puntatore, realizzato dalla francese SFIM e praticamente identico a quello utilizzato sull'MBT francese Leclerc.
Inoltre un'avanzata camera termica, per il tiro in tutte le condizioni di visibilità, si trova in una postazione protetta subito sopra la canna. Questo apparato fornisce immagini sia al capocarro che al puntatore, in modo che entrambi possano condurre il tiro, oppure operando con il capocarro che passa al puntatore il bersaglio dopo averlo acquisito.
Il peso complessivo di questo mezzo è quello del Challenger 1, intorno alle 62 t. Il propulsore è sempre un diesel Perkins con sovralimentazione, 12 cilindri a V da 1200 HP. Le consegne di questo mezzo iniziarono nel 1993 ma i primi mezzi divennero operativi solo due anni dopo. Un ulteriore ordine per 259 carri fu posto nel 1994. Il battesimo del fuoco avvenne nella guerra in Iraq, dove il Challenger 2 si dimostrò superiore a tutti i carri incontrati.
L'Oman ne ha chiesti 32 per sostituire i suoi Chieftain, mentre altri ordini sono giunti dall'Arabia Saudita. Nel complesso si tratta di un mezzo moderno, con la tipica impronta britannica nel settore MBT, vale a dire armato con un pezzo rigato di grande potenza, con forte protezione ma mobilità non particolarmente spinta.

## Operatori
Regno Unito
- British Army

Operatori del Challenger 2

409 unità. All'aprile 2019 risultano in servizio 227 esemplari, che saranno ulteriormente ridotti con il programma di aggiornamento LEP (Life Extension Project) che sarà applicato a soli 148 esemplari.
 Oman
- al-Jaīsh al-'Umānī

38 unità
 Ucraina
- Сухопутні війська Збройних сил України: 28 unità[3]